# BR-Klasse 74
Die Klasse 74 von British Rail (BR), ursprünglich Klasse HB, war eine Baureihe von Zweikraftlokomotiven, die 1967 und 1968 in den Crewe Works aus den elektrischen Lokomotiven der Klasse HA umgebaut wurde.

## Geschichte
Da die Aufgaben für die elektrischen Lokomotiven der Klasse HA abnahmen und die Zweikraftlokomotiven der Klasse 73 erfolgreich waren, beschloss die Southern Region der British Rail, zehn Lokomotiven der Klasse HA in eine im Vergleich zur Klasse 73 leistungsstärkere Version von Zweikraftlokomotiven umzubauen. Diese Umbauten wurden in die Klasse 74 eingegliedert.
Der Umbau fand 1967 und 1968 in den Crewe Works von British Rail statt. Hierbei wurden zehn Lokomotiven verwendet, die seit 1964 aufgrund von Nichtgebrauch in Eastleigh abgestellt waren.
Alle zehn Lokomotiven der Klasse HB blieben auch nach dem Umbau im Diesellokomotivdepot Eastleigh beheimatet. Sie trugen zunächst die Betriebsnummern E6101 bis E6110, in den 1970er Jahren wurde sie als Klasse 74 bezeichnet und erhielten die TOPS-Nummern 74 001 bis 74 010.
Die Lokomotiven wurden für die Boat trains der Southern Region eingesetzt werden, die zwischen dem London Waterloo und Southampton sowie nach Weymouth verkehrten, wo Fähren zu den Kanalinseln ablegten. Sie zogen die Züge von London bis Bournemouth auf der damals neu elektrifizierten Strecke. In Bournemouth wurden sie durch Lokomotiven der Klasse 33/0 oder 33/1 ersetzt, die die Züge zu den entsprechenden Häfen brachten. Darüber hinaus kamen die Lokomotiven auch im Stückgut- und Güterzügen zum Einsatz.
Allerdings waren die Lokomotiven aufgrund der unzureichenden Zuverlässigkeit der Paxman-Dieselmotoren und der elektronischen Steuerung unbefriedigend. Mit dem Rückgang des Verkehrs nach Southampton wurde die kleine Flotte nicht mehr benötigt, was dazu führte, dass sie bereits nach zehn Jahren Betrieb 1977 ausgemustert und 1981 verschrottet wurden. Die einzige Ausnahme bildete die Lokomotive mit der Nummer 74 006, die aufgrund eines Brandes bereits 1976 ausgemustert wurde.

## Technik
Wie die Baureihe HA, die später zur Klasse 71 wurde, fuhr die Klasse 74 mit Gleichspannung aus der seitlichen Stromschiene. Für den Einsatz auf nicht elektrifizierten Strecken wurde beim Umbau ein Paxman-Dieselmotor des Typs 6YJXL eingebaut, der eine Leistung von 485 kW hatte. Dieser trieb den Gleichstromgenerator EE843 von English Electric an, der auf nicht elektrifizierten Abschnitten den Strom für die Gleichstrom-Fahrmotoren erzeugte.
Das sogenannte Booster Set, die rotierende Gleichstrom-Gleichstrom-Umformergruppe der Klasse HA, wurde beibehalten. Am Wagenkasten wurden erhebliche Änderungen vorgenommen. Es wurden zusätzliche Öffnungen zur Kühlluftzufuhr des Dieselmotors geschaffen. Zudem musste der Rahmen verstärkt werden um das höhere Gewicht der technischen Ausrüstung zu tragen. Der Scherenstromabnehmer in der Mitte der Lokomotive wurde entfernt und die Mulde im Dach wurde verschlossen. Um mehr Tageslicht im Maschinenraum zu haben, wurden lichtdurchlässige Kunststoffplatten in das Dach eingebaut. Weiter erhielten die Lokomotive anstelle der Druckluftpfeife Zweiton-Makrofone montiert.

Der Umbau umfasste auch den Einbau der elektropneumatische Bremse nach englischem Standard sowie von Janney-Kupplungen. Dies ermöglichte den Einsatz zusammen mit den Trailer Control (TC) der BR-Klasse 438. Die TCs waren vierteilige, antriebslose und betrieblich nicht trennbare Einheiten, die an beiden Enden Führerstände besaßen. Dadurch konnte Wendezüge aus den TCs zusammen mit einer Lokomotive  gebildet werden. Die Lokomotiven konnten untereinander oder zusammen mit Lokomotiven der Klassen 73 und 33 sowie mit Elektrotriebwagen in Mehrfachtraktion betrieben werden.

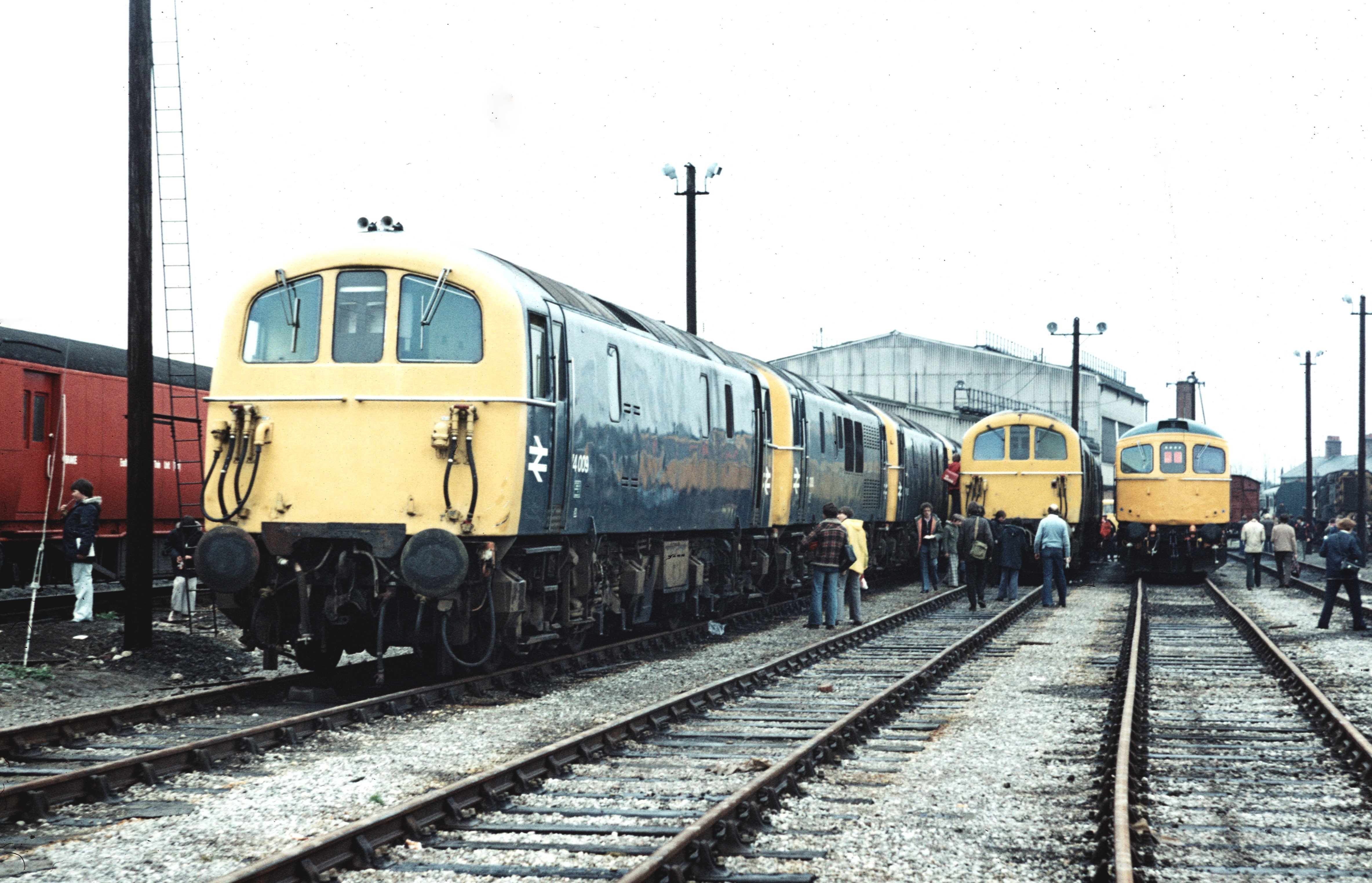
In Eastleigh abgestellte 74 009, ehemals E6109. Aufnahme 1978